# Fort Lauderdale
Fort Lauderdale (pronunciado / ˌ fɔrt lɔ ː dərdeɪl /) é uma cidade costeira localizada no estado americano da Flórida, 48 km ao norte de Miami ao longo do Oceano Atlântico. É a sede e a maior cidade do condado de Broward, com uma população de 182.760 habitantes no censo de 2020, tornando-se a décima maior cidade do estado. Depois de Miami, Fort Lauderdale é a segunda cidade principal (conforme definido pelo governo dos EUA) na área metropolitana de Miami, que tinha uma população de 6.166.488 pessoas em 2019.
Construída em 1838 e incorporada pela primeira vez em 1911, Fort Lauderdale recebeu o nome de uma série de fortes construídos pelos Estados Unidos durante a Segunda Guerra Seminole. Os fortes receberam o nome do major William Lauderdale (1782–1838), irmão mais novo do tenente-coronel James Lauderdale. O desenvolvimento da cidade não começou até 50 anos depois que os fortes foram abandonados no final do conflito. Três fortes denominados "Fort Lauderdale" foram construídos, incluindo o primeiro na bifurcação do New River, o segundo em Tarpon Bend no New River - entre os atuais bairros de Colee Hammock e Rio Vista - e o terceiro perto da Bahia Mar Marina.
Conhecida como a "Veneza da América", Fort Lauderdale tem 165 milhas de vias navegáveis em toda a cidade.
Além do turismo, Fort Lauderdale tem uma economia diversificada, incluindo marinha, manufatura, finanças, seguros, imóveis, alta tecnologia, aviônica/aeroespacial, cinema e produção de televisão. A cidade é um destino turístico popular com uma temperatura média durante todo o ano de 24,2 ° C e 3 mil horas de sol por ano. A Grande Fort Lauderdale, abrangendo todo o Condado de Broward, recebeu mais de 13 milhões de visitantes durante a noite em 2018. Todos os anos, cerca de 4 milhões de passageiros de cruzeiros passam por seu Port Everglades, tornando-o o terceiro maior porto de cruzeiros do mundo. Com mais de 50 mil iates registrados e 100 marinas, Fort Lauderdale também é conhecida como a capital mundial dos iates."

## Geografia
De acordo com o United States Census Bureau, a cidade tem uma área de 99,9 km², onde 90 km² estão cobertos por terra e 9,9 km² por água.

## Demografia
Segundo o censo nacional de 2020, a sua população é de 183 mil habitantes e sua densidade populacional é de 1 838 hab/km². É a localidade mais populosa do condado de Broward, bem como, a oitava mais populosa da Flórida. Possui 93 159 residências, que resulta em uma densidade de 1 034,5 residências/km².

## Governo
Fort Lauderdale tem uma forma de governo de gerente de comissão. A política da cidade é definida por uma comissão municipal de cinco membros eleitos: o prefeito e quatro membros da comissão distrital. Em 1998, o código municipal foi alterado para limitar o mandato do prefeito. O prefeito de Fort Lauderdale agora cumpre um mandato de três anos e não pode cumprir mais de três mandatos consecutivos. O atual prefeito é Dean Trantalis, que sucedeu Jack Seiler em 2018. O prefeito mais antigo é Jim Naugle, que serviu de 1991 a 2009.
O conselho da cidade de Fort Lauderdale em 1911 nomeou Kossie A. Goodbread como seu primeiro City Marshal. G. D. Tenbrook, nomeado marechal em 1920, foi o primeiro a receber o título de Chefe de Polícia. Entre 1924 e 1926, o tamanho do Departamento de Polícia de Fort Lauderdale aumentou de dois oficiais para 26 oficiais. Scott Israel, mais tarde xerife do condado de Broward e chefe de polícia de Opa-locka, trabalhou para o Departamento de Polícia de Fort Lauderdale de 1979 a 2004. Em 2022, o departamento tinha 499 oficiais.

## Educação
De acordo com os dados do censo de 2000, 79,0% da população da cidade com 25 anos ou mais tinham concluído o ensino médio, um pouco abaixo da cifra nacional de 80,4%. Além disso, 27,9% possuíam pelo menos um bacharelado, ligeiramente superior ao número nacional de 24,4%. As Escolas Públicas do Condado de Broward operam 23 escolas públicas em Fort Lauderdale. Os resultados do Teste de Avaliação Compreensiva da Flórida (FCAT) de 2007 para as escolas públicas de Fort Lauderdale foram mistos; enquanto 10 (de 16) escolas primárias e uma (de quatro) escolas secundárias receberam notas "A" ou "B", a Sunland Park Elementary School e a Arthur Ashe Middle School receberam notas reprovadas. A Boyd Anderson High School, que fica em Lauderdale Lakes, mas cuja zona de frequência inclui parte de Fort Lauderdale, também foi reprovada. Nenhuma das três escolas reprovadas falhou duas vezes em um período de quatro anos, desencadeando assim as provisões de escolha escolar do "Programa de Bolsas de Oportunidade" do plano educacional da Flórida.
Há a presença do Centro de Pesquisa e Cultura Afro-Americana, importante centro de pesquisa e divulgação da cultura afro-americana no país.

## Geminações
- Asante Akim North, Ashanti, Gana
- Belo Horizonte, Minas Gerais, Brasil
- Cabo Haitiano, Departamento do Norte, Haiti
- Florianópolis, Santa Catarina, Brasil
- Gold Coast, Queensland, Austrália
- Haifa, Haifa, Israel
- La Romana, La Romana, República Dominicana
- Mar del Plata, Província de Buenos Aires, Argentina
- Medellín, Antioquia, Colômbia
- Cidade do Panamá, Panamá, Panamá
- Muğla, Antioquia, Turquia
- Aguirre, Puntarenas, Costa Rica
- Rimini, Emília-Romanha, Itália
- São Sebastião, São Paulo, Brasil
- Sefton, Merseyside, Inglaterra
- Veneza, Vêneto, Itália
- Duisburgo, Renânia do Norte-Vestfália, Alemanha
- Mataró, Catalunha, Espanha
- Kaohsiung, Taiwan[23]

## Pessoas ligadas à Fort Lauderdale
- Leslie Nielsen, (1926-2010), ator
- Eric Sardinas, (1970), guitarrista
- Nadine Sierra, (1988), soprano